# Johannes Böhm (Geologe)
Johannes August Böhm (* 31. August 1857 in Danzig; † 1938) war ein deutscher Paläontologe und Geologe. 

## Leben
Er war der Sohn eines Gerbereibesitzers in Danzig und studierte ab 1877 zunächst neuere Sprachen und dann Naturwissenschaften in Berlin. 1879 setzte er das Studium in Breslau, Kiel und Bonn fort. 1885 wurde er an der Universität Bonn in Paläontologie promoviert. 
Er war von 1901 bis 1923 bei der Preußischen Geologischen Landesanstalt (PGLA).
Das Mineral Böhmit wurde wahrscheinlich entgegen mancher Literaturangaben nach dem gleichnamigen Chemiker Johann Böhm benannt und nicht nach dem Geologen. Er war seit 1887 Mitglied der Danziger Freimaurerloge Zur Einigkeit.

## Mitgliedschaften
- 1901–1923 Preußische Geologische Landesanstalt
- Johannes Böhm wurde noch im Gründungsjahr 1912 Mitglied der Paläontologischen Gesellschaft[1]

## Schriften
- Der Grünsand von Aachen und seine Molluskenfauna, Dissertation, Bonn 1885, online, mit Vita
- mit K. Martin, H. Gerth: Die Fossilien von Java auf Grund einer Sammlung von Dr. R.D.M. Verbeek und von Anderen - Die Mollusken der Njalindungsschichten, Schluss : Echinodermata und Arthropoda, Sammlungen des Geologischen Reichs-Museums in Leiden, n.F, Band 1, Abt. 2, Heft 4, Leiden: Brill 1909
- Über die obertriadische Fauna der Bäreninsel, Stockholm 1903.
- mit Henry Schröder: Geologie und Paläontologie der Subhercynen Kreidemulde, Abhandlungen der Königlich preussischen geologischen Landesanstalt, Neue Folge,  56, 1909.
- Die Gastropoden des Marmolatakalkes, Palaeontographica, Band 42, 1895, S. 211–308
- Ueber Cassianella Ecki nov. sp., Zeitschrift der Deutschen Geologischen Gesellschaft, Band 56,  1904, S. 95–96
- Über Triasversteinerungen vom Bellsunde auf Spitzbergen, Arkiv för Zoologie, Band 8, 1913, S. 1–15